# Ambassade de France en Algérie

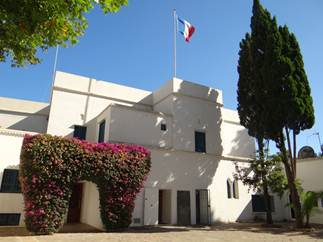

L'ambassade de France en Algérie est la représentation diplomatique de la République française auprès de la République algérienne démocratique et populaire. Elle est située à Alger, la capitale du pays, et son ambassadeur est, depuis 2023, Stéphane Romatet.

## Ambassade
Elle est située, depuis 1962, au Parc Peltzer, sur les hauteurs d'Hydra, à Alger, dans le chemin Abdelkader Gadouche (ex chemin de La Madeleine). Le site comprend environ quinze hectares au cœur desquels sont réunis tous les services de la chancellerie ainsi que le consulat général.
Sur le site ne se trouvaient initialement que la chancellerie diplomatique et la mission militaire. L’ensemble des services administratifs y est regroupé depuis 1994 : le Consulat général de France à Alger ; le service économique régional ; la mission Ubifrance Algérie  ; le service de coopération et d’action culturelle ; le service de sécurité intérieure ; la trésorerie ; le service commun de gestion ; le service de presse et de communication.

### La chancellerie diplomatique
La chancellerie diplomatique est abritée, au sein du parc Peltzer, dans le « Bordj d’Hydra ». Cette vaste « villa » de campagne avait été édifiée dans la seconde moitié du XVIIIe siècle pour Ali Agha, un général turc, commandant la cavalerie du Dey. Elle a ensuite été occupée par un médecin de la colonie britannique, le Dr Bowen, puis par le gendre de celui-ci, John Frédérik Schultze, consul de Suède et de Norvège. Le « château d’Hydra » est ensuite acquis par Serge Peltzer, Russe d’origine hollandaise, en 1902. La ville d’Alger y loge en 1942 le commandant de la Xe région militaire. En 1943, l’armée américaine l’occupe pour y héberger ses ambulancières. En 1962, Georges Gorse, premier ambassadeur de la République française en Algérie, entreprend une longue restauration.
La légende raconte qu’Alphonse Daudet, qui y séjourna quelque temps, y a écrit Tartarin de Tarascon. La villa a également été célébrée par Ernest Feydeau dans son livre Alger : « Une maison massive, presque sans fenêtres, aux murs tout blancs, dont le pied est caché par des touffes de caroubiers, et qui commande un vaste espace de terrain mamelonné coupé de haies d'aloès ».

### La Résidence de France

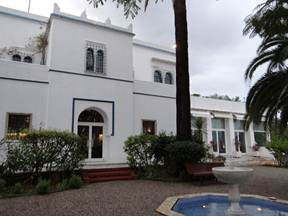
La Résidence de France.

La Villa des Oliviers, aussi désignée comme la Résidence de France (du nom d'un de ses propriétaires, Victor Olivier), est située à El Biar, en surplomb de la baie. Construite elle aussi à l’époque turque, la propriété fut acquise en 1835 par la princesse de Mir, puis revint, en 1838, au consul Schultze et à son épouse qui la surnommait « La Calorama », c’est-à-dire « La Belle vue ». Elle a accueilli les généraux Weygand, Juin — lequel apprend le 8 novembre 1942 d’un envoyé spécial du président Roosevelt l’imminence du débarquement allié en Afrique du Nord — et De Gaulle.
En août 1943, le général de Gaulle établit sa résidence aux Oliviers. Il y demeure jusqu’au 18 août 1944, date à laquelle il regagne la France. À l’indépendance, le président de la République émet le souhait que la résidence de l’ambassadeur de France soit établie à la Villa des Oliviers.
C’est à la Résidence de France que se tiennent traditionnellement les manifestations du 14 juillet données à l’occasion de la fête nationale.

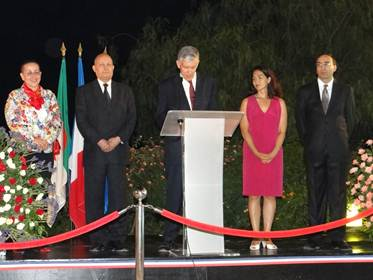
Discours d’André Parant à l’occasion de la fête du 14 juillet 2013.

## Chancellerie diplomatique
L'ambassadeur est entouré d’une équipe rapprochée de conseillers qui constitue la « chancellerie diplomatique » et a pour vocation de travailler, en lien avec les différents services de l’ambassade, à la cohérence et à l’efficacité de l’action diplomatique française ainsi qu’à la qualité de la relation bilatérale. Le « numéro deux » de l’ambassade de France en Algérie est doté du titre de ministre-conseiller, qui, en l’absence du chef de poste, le remplace en qualité de « chargé d'affaires ». La chancellerie diplomatique est secondée par le service de presse et de communication qui contribue, en collaboration avec les autres services de l’ambassade, à trois missions essentielles : la veille médiatique, la relation avec les médias algériens et la communication externe.

## Les services

### Communication internet
L’ambassade dispose d’un site internet francophone et arabophone qui présente notamment les dernières actualités et les documents de référence concernant la relation franco-algérienne et des albums photographiques. Elle anime une page Facebook bilingue et est également présente sur Twitter. Elle publie chaque trimestre une lettre d’information électronique en version française (« Entre nous ») et arabe (« Binatna »).

### Pôle économique
Le pôle « Économique et commercial » de l’ambassade de France en Algérie se compose du Service économique régional et du bureau Ubifrance-Algérie, l’un des 80 bureaux répartis dans plus de 70 pays de l’Agence française pour le développement international des entreprises.
Le Service économique régional d’Alger est chargé de l’analyse et la veille économique et financière - y compris l’analyse du risque pays -, du suivi des politiques publiques et de l’environnement des affaires. Il anime les relations économiques, financières et commerciales bilatérales et met en œuvre des actions de coopération économique, financière et sectorielle. Il est également chargé du soutien public au développement international des entreprises, qu’il s’agisse des exportations, des investissements français ou de la participation aux grands projets.

### Action culturelle
Placé sous l’autorité du conseiller de coopération et d’action culturelle qui est aussi directeur de l’Institut français d’Algérie, le Service de coopération et d’action culturelle a pour mission, sous l’égide de l’ambassadeur, de piloter et de mettre en œuvre la coopération franco-algérienne. Depuis la signature du dernier document-cadre de partenariat franco-algérien en décembre 2012, la coopération se structure selon trois priorités :
- Le renforcement du capital humain (coopération universitaire, recherche, formation, appui au système éducatif algérien, développement des relations culturelles et de la francophonie)
- L’appui au développement économique durable : aide à la création d’un environnement favorable au rapprochement économique entre les deux pays, développement du secteur productif et mobilité des compétences.
- L’accompagnement de la réforme administrative et de la modernisation du secteur public, le renforcement de la coopération décentralisée.

L’Institut français d'Algérie intervient dans les domaines de l’enseignement supérieur et de la recherche, de la francophonie et des échanges culturels et artistiques. Il comprend un bâtiment principal à Alger et quatre antennes actives disséminées sur le territoire national : à Annaba, Constantine, Oran et Tlemcen. Une cinquième antenne, située à Tizi Ouzou, a fermé en 1994 dans un contexte de guerre civile et n'a jamais rouvert depuis, officiellement pour des raisons de sécurité. Cependant, selon l'ancien ambassadeur Xavier Driencourt, qui tenta par deux fois de la faire rouvrir, la véritable raison de sa non-réouverture serait liée à la crainte du gouvernement algérien de voir la France s'ingérer dans la question kabyle par son biais.
Le service des anciens combattants dépend de l’Office national des anciens combattants et victimes de guerre, établissement public placé sous la tutelle du Ministère de la Défense et des Anciens combattants. Il met en œuvre des prestations dans les domaines social, médical et administratif. Il est chargé du suivi de l’appareillage orthopédique des 500 grands mutilés de guerre de l’Armée française résidant en Algérie. Il s’agit quasi exclusivement de vétérans blessés au combat au cours de la Seconde Guerre mondiale.
À partir de 2005, il prend en charge, pour le compte du Ministère de la défense, l’entretien des nécropoles militaires françaises d’Algérie :
- la nécropole du Petit Lac, à Oran, où reposent plus de 10 000 militaires français, sur un site de 8 hectares qui comprend également un carré britannique relevant de la War Grave Commission ;
- le cimetière marin de Mers el-Kébir où reposent 1 297 marins morts au cours de l’attaque du 4 juillet 1940.

Ces deux sites ont fait l’objet au cours des dernières années d’une réhabilitation complète : plus de 500 000 euros ont été consacrés à ces opérations depuis 2005.
Depuis 2008, un service de proximité, destiné aux 65 000 ressortissants du code français des pensions militaires d’invalidité résidant en Algérie a ouvert dans le centre-ville d’Alger, sur le site du Telemly, à l'adresse 1, ex-rue du Professeur Vincent. Il met en œuvre à travers un accueil personnalisé des vétérans, des prestations dans les domaines social (aides financières), médical (consultations et conseils gratuits) et administratif (conseils et aide à la constitution des dossiers en matière de cartes, de retraite et de pensions). Ce dispositif complète les importantes mesures de revalorisation des pensions militaires décidées par le gouvernement français en décembre 2006 et qui bénéficient, depuis avril 2007, à plus de 60 000 pensionnés algériens : plus 9,6 milliards de dinars sont versés annuellement.

### Sécurité intérieure, justice et défense
Le service de sécurité intérieure est placé sous la direction d’un commissaire divisionnaire de police, assisté d’un colonel de Sécurité Civile et d’un lieutenant-colonel de Gendarmerie. Il assure la préparation et le montage des actions de coopération technique (formations, séminaires, évaluations…) entre services de police, de gendarmerie et de sécurité civile algériens et français. Il facilite également les échanges entre services d’investigation, lorsqu’ils en font la demande. Plus de 120 actions de coopération ont été organisées en 2013 par le service de sécurité intérieure de l’ambassade et par ses correspondants de la DGSN, de la Gendarmerie nationale et de la Protection civile.
Le magistrat de liaison représente le ministère de la justice en Algérie et facilite l’entraide judiciaire entre les deux pays.
La Mission de défense représente les différentes autorités du Ministère de la Défense de la France auprès des autorités militaires algériennes.

## Ambassadeurs de France en Algérie
| De   | À    | Ambassadeur                 |
| ---- | ---- | --------------------------- |
| 1962 | 1963 | Jean-Marcel Jeanneney       |
| 1963 | 1967 | Georges Gorse               |
| 1967 | 1968 | Bruno de Leusse             |
| 1968 | 1971 | Jean Basdevant              |
| 1971 | 1975 | Jean-Marie Soutou           |
| 1975 | 1979 | Guy de Commines de Marsilly |
| 1979 | 1981 | Jean-Marie Mérillon         |
| 1981 | 1984 | Guy Georgy                  |
| 1984 | 1986 | François Scheer             |
| 1986 | 1988 | Bernard Bochet              |
| 1988 | 1992 | Jean Audibert               |
| 1992 | 1994 | Bernard Kessedjian          |
| 1994 | 1997 | Michel Lévêque              |
| 1997 | 2000 | Alfred Siefer-Gaillardin    |
| 2000 | 2002 | Hubert Colin de Verdière    |
| 2002 | 2004 | Daniel Bernard              |
| 2004 | 2007 | Hubert Colin de Verdière    |
| 2007 | 2008 | Bernard Bajolet             |
| 2008 | 2012 | Xavier Driencourt           |
| 2012 | 2014 | André Parant                |
| 2014 | 2017 | Bernard Émié                |
| 2017 | 2020 | Xavier Driencourt           |
| 2020 | 2023 | François Gouyette           |
| 2023 | auj. | Stéphane Romatet            |

## Système d'interceptions
La DGSE, qui centralisait les services de renseignements extérieurs de la République française avant sa fusion avec d'autres  services de renseignements, a disposé, selon l'enquête du journaliste d'investigation Vincent Nouzille, d'un système d'interceptions, qui était installé dans les locaux de l'ambassade de France.

## Consulats
Outre celui d'Alger, il existe deux consulats généraux de France en Algérie :
- Annaba
- Oran

Le service des visas traite chaque année plus de 270 000 demandes, avec un taux de délivrance dépassant 75 %.

### Communauté française
Le nombre de Français établis en Algérie est difficile à estimer avec précision en raison de l'importance numérique des binationaux. Il est néanmoins en augmentation depuis 2001, après avoir fortement décru entre 1994 et 2001. Ce changement d'évolution est dû à l'amélioration du climat sécuritaire et des relations économiques. Au 31 décembre 2016, 40 717 Français sont inscrits sur les registres consulaires en Algérie. Au 15 septembre 2016, les 41 212 inscrits étaient ainsi répartis entre les 3 circonscriptions : Alger : 26 835 • Annaba : 7 522 • Oran : 6 855.
| 2001  | 2002   | 2003   | 2004   |
| ----- | ------ | ------ | ------ |
| 7 389 | 12 541 | 22 202 | 30 964 |

| 2005   | 2006   | 2007   | 2008   |
| ------ | ------ | ------ | ------ |
| 38 080 | 41 498 | 36 782 | 34 718 |

| 2009   | 2010   | 2011   | 2012   |
| ------ | ------ | ------ | ------ |
| 30 993 | 28 287 | 28 830 | 30 344 |

| 2013   | 2014   | 2015   | 2016   |
| ------ | ------ | ------ | ------ |
| 31 677 | 34 371 | 38 325 | 40 717 |

| 2017   | - | - | - |
| ------ | - | - | - |
| 41 780 | - | - | - |

### Circonscriptions électorales
Depuis la loi du 22 juillet 2013 réformant la représentation des Français établis hors de France avec la mise en place de conseils consulaires au sein des missions diplomatiques, les ressortissants français d'Algérie élisent pour six ans des conseillers consulaires dans chacune des circonscriptions suivantes :
- Oran : 3 conseillers ;
- Annaba : 3 conseillers ;
- Alger : 5 conseillers.

Ces derniers ont trois rôles :
1. ils sont des élus de proximité pour les Français de l'étranger ;
2. ils appartiennent à l'une des quinze circonscriptions qui élisent en leur sein les membres de l'Assemblée des Français de l'étranger ;
3. ils intègrent le collège électoral qui élit les sénateurs représentant les Français établis hors de France. Afin de respecter la représentativité démographique, un délégué consulaire est élu dans la circonscription d'Alger pour compléter ce collège électoral.

Pour l'élection à l'Assemblée des Français de l'étranger, l'Algérie représentait jusqu'en 2014 une circonscription électorale ayant pour chef-lieu Alger. Elle attribuait quatre sièges à cette assemblée. L'Algérie appartient désormais à la circonscription électorale « Afrique du Nord » dont le chef-lieu est Casablanca et qui désigne sept de ses 40 conseillers consulaires pour siéger parmi les 90 membres de l'Assemblée des Français de l'étranger.
Pour l'élection des députés des Français de l'étranger, l'Algérie dépend de la 9e circonscription.